# Zhao Lihong
Zhao Lihong (25 de dezembro de 1972) é uma ex-futebolista chinesa que atuava como defensora, medalhista olímpica.

## Carreira
Zhao Lihong integrou o elenco da Seleção Chinesa de Futebol Feminino, nas Olimpíadas de 1996, que ficou em segundo lugar. 